# 34. Infanterie-Division (Wehrmacht)
Die 34. Infanterie-Division war ein Großverband des Heeres der deutschen Wehrmacht.

## Geschichte

### Aufstellung
Die Division wurde im April 1936 in der Falckenstein-Kaserne in Koblenz im Wehrkreis XII aufgestellt und im August 1939 als Teil der 1. Aufstellungswelle mobilgemacht. 

### Westwall
Sie bezog in der Saarpfalz Verteidigungspositionen und sicherte gegen mögliche Angriffe aus Frankreich im Westwall.

### Westfeldzug
Aus den Stellungen des Westwall nahm die Division am Westfeldzug teil.

### Unternehmen Barbarossa
Im Juni 1941 war sie im Verbund mit der Heeresgruppe Mitte am Überfall auf die Sowjetunion beteiligt und in den nächsten drei Jahren fast ununterbrochen in Kampfhandlungen verwickelt. Am 3. September 1941 kam Johann Freiherr Raitz von Frentz, Ehemann von Irmgard von Bohlen und Halbach, als Leutnant der 34. Infanterie-Division ums Leben.

### Auffrischung 1944
Nach schweren Verlusten im Umfeld des Tscherkassy-Kessels am Gniloi Tikitsch (Гнилой Тикич) südlich von Schaschkiw und bei Gefechten um Uman musste die 34. ID im Mai 1944 durch die Schatten-Division Neuhammer (26. Welle) aufgefüllt werden. 

### Italien 1944
Im Juli 1944 wurde sie zur Armeeabteilung von Zangen nach Italien verlegt.

### Kapitulation
Der Verband kapitulierte im April 1945 in Italien.

## Personen

### Kommandeure
| Dienstzeit                             | Dienstgrad                   | Name                                            |
| -------------------------------------- | ---------------------------- | ----------------------------------------------- |
| 1. April 1936 bis 1. Oktober 1937      | Generalleutnant              | Erich Lüdke                                     |
| 1. Oktober 1937 bis 1. März 1938       | Generalleutnant              | Max von Viebahn                                 |
| 1. März 1938 bis 1. April 1939         | Generalleutnant              | Friedrich Bremer                                |
| 19. Juli 1939 bis 10. Mai 1940         | Generalleutnant              | Hans Behlendorff                                |
| 11. Mai bis 1. November 1940           | Generalmajor                 | Werner Sanne                                    |
| 1. November 1940 bis 18. Oktober 1941  | Generalleutnant              | Hans Behlendorff                                |
| 18. Oktober 1941 bis 5. September 1942 | Generalleutnant              | Friedrich Fürst                                 |
| 5. September bis 2. November 1942      | Generalleutnant              | Theodor Scherer                                 |
| 2. November bis 31. Dezember 1942      | Oberst                       | Friedrich Hochbaum (mit der Führung beauftragt) |
| 1. Januar 1943 bis 31. Mai 1944        | Generalmajor/Generalleutnant | Friedrich Hochbaum                              |
| 31. Mai 1944 bis 1945                  | Generalleutnant              | Theobald Lieb                                   |
| 1945                                   | Oberst                       | Ferdinand Hippel                                |

### Prominente Angehörige
- Ernst Hollstein, Dendrochronologe, diente im Infanterie-Regiment 80.

## Gliederung
| 1939                                    | 1942                     | 1943–1944                |
| Infanterie-Regiment 80                  | Grenadier-Regiment 80    | Grenadier-Regiment 80    |
| Infanterie-Regiment 107                 | Grenadier-Regiment 107   | Grenadier-Regiment 107   |
| Infanterie-Regiment 253                 | Grenadier-Regiment 253   | Grenadier-Regiment 253   |
| Artillerie-Regiment 34                  |                          |                          |
| Pionier-Bataillon 34                    |                          |                          |
| Panzerabwehr-Abteilung 34               | Panzerjäger-Abteilung 34 | Panzerjäger-Abteilung 34 |
| Nachrichten-Abteilung 34                |                          |                          |
| Aufklärungs-Abteilung 34                | Radfahr-Abteilung 34     | Füsilier-Bataillon 34    |
| Beobachtungs-Abteilung 34               | --                       | --                       |
| Feldersatz-Bataillon 34                 |                          |                          |
| Infanterie-Divisions-Nachschubführer 34 |                          |                          |

Das Artillerie-Regiment 1 bestand aus der I.–III. Abteilung und der I./Artillerie-Regiment 70.